# Premio Mundial de Educación José Vasconcelos
El Premio Mundial de Educación José Vasconcelos es un galardón conferido por el Consejo Cultural Mundial como reconocimiento a educadores reconocidos, a expertos en el área de la enseñanza, y a legisladores de políticas de educación quienes tienen un influencia en el enriquecimiento de la cultura en la humanidad. Este premio se ha presentado bienalmente desde 1988.
El jurado está conformado por varios miembros del Comité Interdisciplinario del Consejo Cultural Mundial y un grupo distinguido de educadores.
El Premio Mundial de Educación otorga un diploma, una medalla conmemorativa, y US$10,000.
El premio lleva el nombre del reconocido educador José Vasconcelos.

## Galardonados
| Año  | Galardonado           | Institución del Galardonado            | Campo de Investigación                         | Anfitrión de la Ceremonia                   | Lugar de la Ceremonia                                                                  | País Anfitrión de la Ceremonia | Fecha de la Ceremonia             | Ref.              |
| ---- | --------------------- | -------------------------------------- | ---------------------------------------------- | ------------------------------------------- | -------------------------------------------------------------------------------------- | ------------------------------ | --------------------------------- | ----------------- |
| 2018 | Malik Mâaza           | Universidad de Sudáfrica               | Nanociencia, Nanotecnología                    | Universidad de la ciudad de Hong Kong       | Universidad de la ciudad de Hong Kong                                                  | Hong Kong                      | 8 de noviembre de 2018 (planeado) | [ 1 ] [ 2 ] [ 3 ] |
| 2016 | Kalevi Ekman          | Universidad Aalto                      |                                                | Universidad Técnica de Riga                 | Biblioteca Nacional de Letonia, Riga, Letonia                                          | Letonia                        | 14 de octubre de 2016             | [ 4 ] [ 5 ]       |
| 2014 | Federico Rosei        | INRS, Universidad de Quebec            |                                                | Universidad Aalto                           | Otakaari 1, Universidad Aalto, Espoo                                                   | Finlandia                      | 17 de noviembre de 2014           | [ 6 ] [ 7 ]       |
| 2012 | Hans Ulrich Gumbrecht | Stanford University                    | Literatura, Filosofía                          | Universidad de Aarhus                       | The Main Hall, Universidad de Aarhus, Aarhus                                           | Dinamarca                      | 18 de abril de 2012               | [ 8 ] [ 9 ]       |
| 2010 | Christian Azar        | Universidad Tecnológica Chalmers       | Educación ambiental                            | Universidad Autónoma del Estado de México   | Aula Magna Adolfo López Mateos, UAEM, Toluca                                           | México                         | 8 de diciembre de 2010            | [ 10 ] [ 11 ]     |
| 2008 | William G. Bowen      | Universidad de Princeton               | Educación superior                             | Universidad de Princeton                    | Richardson Auditorium, Alexander Hall, Universidad de Princeton, Princeton, New Jersey | Estados Unidos                 | 11 de noviembre de 2008           | [ 12 ]            |
| 2006 | Marlene Scardamalia   | Universidad de Toronto                 | Educación social                               | Instituto Politécnico Nacional              | Sala Manuel M. Ponce, Palacio de Bellas Artes, Ciudad de México                        | México                         | 28 de octubre de 2006             | [ 13 ]            |
| 2004 | David Attenborough    | BBC                                    | Difusión educativa                             | Universidad de Lieja                        | Amphithéâtres de l’Europe, Universidad de Lieja, Lieja                                 | Bélgica                        | 8 de noviembre de 2004            | [ 14 ] [ 15 ]     |
| 2002 | Jeannie Oakes         | Universidad de California, Los Ángeles | Educación Científica                           | Trinity College, Dublín                     | Examination Hall, Trinity College, Dublín, Dublín                                      | Irlanda                        | 14 de noviembre de 2002           | [ 16 ]            |
| 2000 | Zafra M. Lerman       | Columbia College Chicago               | Educación Científica                           | Universidad de Witwatersrand                | Great Hall, Universidad de Witwatersrand, Johannesburgo                                | Sudáfrica                      | 1º de noviembre de 2000           | [ 17 ] [ 18 ]     |
| 1998 | Robert Yager          | Universidad de Iowa                    | Educación Científica                           | Universidad Victoria en Wellington          | Edificio Hunter, Wellington                                                            | Nueva Zelanda                  | 19 de noviembre de 1998           | [ 19 ]            |
| 1996 | Roger Gaudry          | Universidad de Montreal                | Administración de la Educación                 | University of Oxford                        | Voltaire Room, Taylor Institution, Oxford                                              | Gran Bretaña                   | 23 de noviembre de 1996           | [ 20 ]            |
| 1994 | Joseph O'Halloran     | Universidad de Canberra                | Pedagogía en Matemáticas                       | CODATA, ICSU, UNESCO                        | Le Manège Convention Center, Chambéry                                                  | Francia                        | 19 de septiembre de 1994          | [ 21 ]            |
| 1992 | Elliot Eisner         | Universidad de Stanford                | Educación Artística                            | National Research Council (Canadá)          | Edificio Lester B. Pearson, Ottawa                                                     | Canadá                         | 1992                              | [ 22 ]            |
| 1990 | Lev Shevrin           | Universidad Estatal de los Urales      | Pedagogía, Educación matemática para los niños | Eidgenössische Technische Hochschule Zürich | Cupola Room, ETH Zürich, Zürich                                                        | Suiza                          | 1990                              | [ 23 ]            |
| 1988 | Gilbert De Landsheere | Universidad de Lieja                   | Educación Empírica, Enseñanza a profesores     | Instituto Politécnico Nacional              | Palacio de Bellas Artes, Ciudad de México                                              | México                         | 19 de noviembre de 1988           | [ 24 ]            |
| 1985 | Dolores Hernández     | University of the Philippines Diliman  | Educación matemática y Educación Científica    | Instituto Real de Tecnología                | Kollegiesalen, Estocolmo                                                               | Suecia                         | 21 de noviembre de 1985           | [ 25 ] [ 26 ]     |